# Massimo Mutarelli
Massimo Mutarelli  (Como, 1978. január 13.) olasz labdarúgó, jelenleg a Bologna játékosa.
Mutarelli pályafutását az Atalantában kezdte és 1996 áprilisában mutatkozott be a Serie A-ban egy Lazio elleni mérkőzésen, melyen 3-1-es vereséget szenvedtek.
A Bergamóban eltöltött 4 teljes szezon után 1998 januárjában eladták a Genoának, ahol összesen 138-szor szerepelt.
2002-ben ismét klubot váltott. Ekkor a szicíliai Palermo gárdáját választotta. Két évet játszott a Serie B-ben. Majd a 2004-2005-ös szezonban már a Serie A-ban szerepeltek. Az első szezon után felkeltette az érdeklődést a Lazionál, és ezután a fővárosi gárdához került.
A Lazionál eltöltött első szezon jól sikerült számára. A Roma elleni városi derbin góllal járult hozzá a 3-0-s eredményhez.
A 2007-08-as bajnokságban sérülések hátráltatták, így nem tudott teljes értékű munkát végezni a szezon vége felé. Bemutatkozott a Bajnokok Ligájában is, de balszerencséjére kiállították a Werder Bremen ellen.
Mutarelli 2009 januárjában a Bolognába igazolt.

## Külső hivatkozások
- Profil az SS Lazio honlapján. Archiválva 2008. december 19-i dátummal a Wayback Machine-ben
- eurosport.com
- Profil a Bologna FC honlapján.[halott link]